# Еден Алене
Еден Алене (івр. עדן אלנה; амх. ኤደን አለነ) — ізраїльська співачка. Представниця Ізраїлю на конкурсі пісні «Євробачення-2021». Спочатку мала представляти Ізраїль на нині скасованому «Євробаченні-2020», з піснею «Feker Libi» у першому півфіналі конкурсу 12 травня 2020 року.

## Біографія
Народилася 2000 року в Єрусалимі, в сім'ї ефіопських євреїв.
У жовтні 2017 року брала участь у третьому сезоні ізраїльської версії шоу «X Factor». На першому прослуховуванні виконала пісню Демі Ловато «Stone Cold». У січні 2018 року Алене перемогла у фінальному випуску.
У грудні 2018 року випустила дебютний сингл «Better».
У лютому 2019 року, напередодні конкурсу Євробачення в Ізраїлі, Алене випустила кавер на пісню «Save Your Kisses for Me» групи Brotherhood of Man, з якою вона виграла Євробачення-1976.
У березні 2019 року випустила другий сингл «When It Comes to You», який спродюсував американський продюсер Джуліан Банетта. У тому ж році взяла участь в ізраїльській постановці мюзиклу «Крамничка жахів».
У 2019 році Алене брала участь у сьомому сезоні ізраїльського реаліті-шоу «Rising Star», ставши переможницею шоу. За перемогу отримала право представляти Ізраїль на конкурсі Євробачення-2020, але конкурс скасували через пандемію COVID-19. 22 березня 2020 року ізраїльський оператор підтвердив, що співачка вирушить на Євробачення-2021 в наступному році.

## Дискографія

### Сингли
| Назва                             | Рік  | Найвища позиція в чартах | Альбом            |
| --------------------------------- | ---- | ------------------------ | ----------------- |
| «Better»                          | 2018 | —                        | Неальбомні сингли |
| «Save Your Kisses for Me» (кавер) | 2019 | —                        | Неальбомні сингли |
| «When It Comes to You»            | 2019 | —                        | Неальбомні сингли |
| «Feker Libi»                      | 2020 | —                        | Неальбомні сингли |
| «Savior in the Sound»             | 2020 | —                        | Неальбомні сингли |
| «Rakata»                          | 2020 | —                        | Неальбомні сингли |
| «Roots»                           | 2020 | —                        | Неальбомні сингли |